# The Best of ZZ Top
The Best of ZZ Top (также имеет дополнительное название 10 Legendary Texas Tales) — шестой альбом рок-группы ZZ Top и первый сборник хитов, выпущенный в 1977 году.
The Best of ZZ Top поступил в продажу 26 ноября 1977 года. Альбом достиг максимального уровня продаж в США и ему был присвоен дважды платиновый статус от RIAA за тираж более 2 000 000 экземпляров в августе 1994 года.

## Список композиций
Слова и музыка всех песен — написаны Гиббонсом, Хиллом и Бирдом, если не указано иное.
| №  | Название                  | Автор(ы)                                  | Источник                     | Длительность |
| -- | ------------------------- | ----------------------------------------- | ---------------------------- | ------------ |
| 1. | «Tush»                    |                                           | альбом Fandango! (1975)      | 2:14         |
| 2. | «Waitin’ for the Bus»     | Билли Гиббонс, Дасти Хилл                 | альбом Tres Hombres (1973)   | 2:59         |
| 3. | «Jesus Just Left Chicago» |                                           | альбом Tres Hombres (1973)   | 3:29         |
| 4. | «Francine»                | Билли Гиббонс, Кенни Кордрей, Стив Перрон | альбом Rio Grande Mud (1972) | 3:33         |
| 5. | «Just Got Paid»           | Билли Гиббонс, Билл Хэм                   | альбом Rio Grande Mud (1972) | 4:27         |

| №  | Название                         | Автор(ы)                | Источник                           | Длительность |
| -- | -------------------------------- | ----------------------- | ---------------------------------- | ------------ |
| 1. | «La Grange»                      |                         | альбом Tres Hombres (1973)         | 3:51         |
| 2. | «Blue Jean Blues»                |                         | альбом Fandango! (1975)            | 4:42         |
| 3. | «Backdoor Love Affair»           | Билли Гиббонс, Билл Хэм | альбом ZZ Top’s First Album (1971) | 3:20         |
| 4. | «Beer Drinkers and Hell Raisers» |                         | альбом Tres Hombres (1973)         | 3:23         |
| 5. | «Heard It on the X»              |                         | альбом Fandango! (1975)            | 2:23         |

## Участники записи
- Билли Гиббонс — гитара, вокал
- Дасти Хилл — бас-гитара, бэк-вокал, вокал на «Tush», совокал на «Beer Drinkers and Hell Raisers» and «Heard It on the X»
- Фрэнк Бирд — ударные, перкуссия

## Позиции в хит-парадах
Еженедельные чарты:
| Год       | Чарт                           | Высшая позиция | Пребывание в чарте |
| --------- | ------------------------------ | -------------- | ------------------ |
| 1977—1978 | США (Billboard Top LPs & Tape) | 94             | 8 недель           |
|           |                                |                |                    |
| 1983—1984 | США (Billboard Top LPs & Tape) | 182            | 11 недель          |
|           |                                |                |                    |
| 1984      | Австралия (Kent Music Report)  | 44             | нет данных         |

## Сертификации
| Регион                                                      | Сертификация  | Продажи    |
| ----------------------------------------------------------- | ------------- | ---------- |
| США (RIAA)                                                  | 2× Платиновый | 2 000 000^ |
| ^ Данные о тиражах приведены только на основе сертификации. |               |            |